# Stadio Flórián Albert
Lo Stadio Flórián Albert, noto anche come FTC Stadion, è stato un impianto calcistico di Budapest, dove il Ferencvárosi TC, la squadra di calcio più titolata d'Ungheria, disputava le proprie gare casalinghe.
Con una capienza di 18 100 spettatori, era il secondo stadio più grande della capitale magiara. Il 21 dicembre 2007 l'impianto venne intitolato a Flórián Albert, grande attaccante del Ferencváros negli anni sessanta del XX secolo, nonché unico calciatore ungherese vincitore del Pallone d'oro. Fino al 2003 ha sporadicamente ospitato qualche partita della nazionale ungherese.